# 가요속으로
박승화의 가요속으로(이하 박가속)는 대한민국의 방송국 기독교방송의 라디오 채널 CBS 음악FM에서 매일 오후 4시부터 저녁 6시까지 방송되는 대중음악 전문 라디오 프로그램이다. 주로 1970년대부터 2010년대까지의 추억의 가요와 1곡의 라이브 음악을 들려주며, 프로그램 대부분이 녹음이 있는 일요일을 포함하여 매일 생방송으로 진행된다. 수도권 초단파 93.9㎒, 부산광역시 초단파 102.1㎒, 서부산 초단파 105.3㎒, 대구광역시 전 지역, 경산, 구미, 칠곡, 성주, 고령 등 경상북도 일부 지역에서는 초단파 97.1㎒, 광주광역시 전 지역, 나주, 담양, 장성 등 전라남도 일부 지역에서는 초단파 98.1㎒이지만, 지방과 해외의 경우 CBS 인터넷 라디오 레인보우로 청취할 수 있다.

## 역사
원래 이 시간대에는 CBS 음악FM 개국 초창기 때 《오후의 클래식》이 방송되었으며, 이후 1999년 6월 14일부터 종교음악 프로그램인 《사랑의 노래 찬미의 노래》가 이 시간대에 방송되다가, 2000년 5월 1일부터 이 프로그램이 첫방송되었다. 초창기에는 일요일에는 방송되지 않다가, 2004년 5월 10일부터 일요일에도 방송된다. 첫방송 때부터 제작, 진행해왔던 유영재는 첫방송 때부터 2012년 4월 15일까지 진행한 후 하차하였고, 2012년 4월 16일부터 5월 1일까지 장주희 아나운서가 임시로 진행하였고, 2012년 5월 2일부터 유리상자의 멤버인 박승화가 진행하고 있다. 2009년 CBS 라디오 춘하계 개편 때부터 일요일에도 생방송으로 진행하기 시작하였다.
가요속으로는 경기방송 리포터 출신인 허윤희가 2006년 CBS의 전문 MC로 선발된 후 처음 맡은 프로그램이다. 허윤희는 2006년 9월 18일부터 그 해 말까지 잠시 가요속으로의 DJ를 맡은 후, 2007년부터 꿈과 음악 사이에로 자리를 옮겨서 현재에 이르고 있다.
대구에서는 2017년 개국 때부터 서울 프로그램을 릴레이하였으나, 2020년 3월에 로컬로 전환되었지만, 2023년 11월 5일 대구CBS 음악FM 이현정의 가요속으로를 끝으로 방송이 폐지되었다.

## 코너
- LIVE! 그저 바라만 보다가
- DJ가 드리는 방송 선물
- DJ 박승화의 특별한 선물

## 역대 DJ
- 2000년 5월 1일 ~ 2012년 4월 15일 : 유영재
- 2012년 5월 2일 ~ 현재 : 박승화

## 수상 목록
- 2022년 제49회 한국방송대상 라디오부문 진행자상 (박승화)

## 같이 보기
- 대중음악
- 이본의 라라랜드 (KBS 2라디오)
- 완벽한 하루 이상순입니다 (MBC FM4U)